# Pär Anders Granhag
Pär Anders Granhag, född 30 september 1964 i Göteborg, är en svensk professor i psykologi som är verksam vid Göteborgs universitet som forskare och lärare. Hans expertområde är rättspsykologi och han forskar bland annat om vittnespsykologi, intervju- och förhörsmetodik, lögndetektion, utredningspsykologi, tekniker för elicitering samt psykologiska aspekter av bevisvärdering.

## Biografi
Granhag tog sin fil kand vid Göteborgs universitet 1990 och antogs till forskarutbildningen i psykologi samma år. Som doktorand var han verksam vid University of Washington (1993 och 1995) samt vid Netherlands Institute for the Study of Crime and Law Enforcement (1994). Han disputerade i psykologi vid Göteborgs Universitet 1996 på en avhandling om metakognition, och han blev docent i psykologi 2001. Han befordrades till professor i psykologi 2006.
Granhag har efter disputation varit verksam som lärare och forskare vid Göteborgs universitet, och parallellt har han varit gästprofessor vid Scottish Institute for Policing Research (2009-2010), John Jay College of Criminal Justice, The City University of New York (2012 och 2018). Han har också varit adjungerad professor vid Oslo universitet (2013-2015) samt vid Polishögskolan i Oslo (2013-2019).
Granhag startade år 2000 den rättspsykologiska forskargruppen för Criminal, Legal and Investigative Psychology (CLIP), som vid upprepade tillfällen bedömts vara en av de världsledande grupperna inom sitt fält. Han har varit huvudansvarig för 20+ fullskaliga forskningsprojekt, finansierade av bland annat Vetenskapsrådet, Riksbankens Jubileumsfond, Brottsofferfonden, European Science Foundation. Han har anlitats som sakkunnig i ett femtiotal brottmål och gjort omfattande utbildningsinsatser nationellt (t ex polis, åklagare, advokater och domare), internationellt (t ex UNHCR, MI5, FBI, LAPD, NYPD) samt utfört expertuppdrag för t ex FN och EU. Han var en av initiativtagarna bakom det Psykologihistoriska Sällskapet.

## Utmärkelser och ledamotskap
- Huvudredaktör för tidskriften Applied Cognitive Psychology (2015-2021)
- President för European Association of Psychology & Law (2012-2015)
- Ledamot Netherlands Register of Court Experts (2017-)
- Ledamot Kungl. Vetenskaps och Vitterhets-Samhället i Göteborg (KVVS)
- Ledamot Brottsoffermyndighetens vetenskapliga råd (2005-2018)